# Station Lilleheden
Station Lilleheden is een spoorweghalte in Hirtshals in de Deense gemeente Hjørring. De halte werd in 1940 geopend, maar was tijdens de oorlog gesloten. Na de oorlog werd de halte heropend maar in 1956 weer gesloten. In de jaren negentig werd de halte opnieuw geopend en is sindsdien in gebruik gebleven. De halte ligt aan de lijn Hjørring - Hirtshals.